# Lopesia elliptica
Lopesia elliptica är en tvåvingeart som beskrevs av Maia 2003. Lopesia elliptica ingår i släktet Lopesia och familjen gallmyggor. Inga underarter finns listade i Catalogue of Life.